# افریقیه

تصویر، محل واقع شدن افریقیه (استان آفریکا) در امپراتوری روم را توزیع می‌دهد.

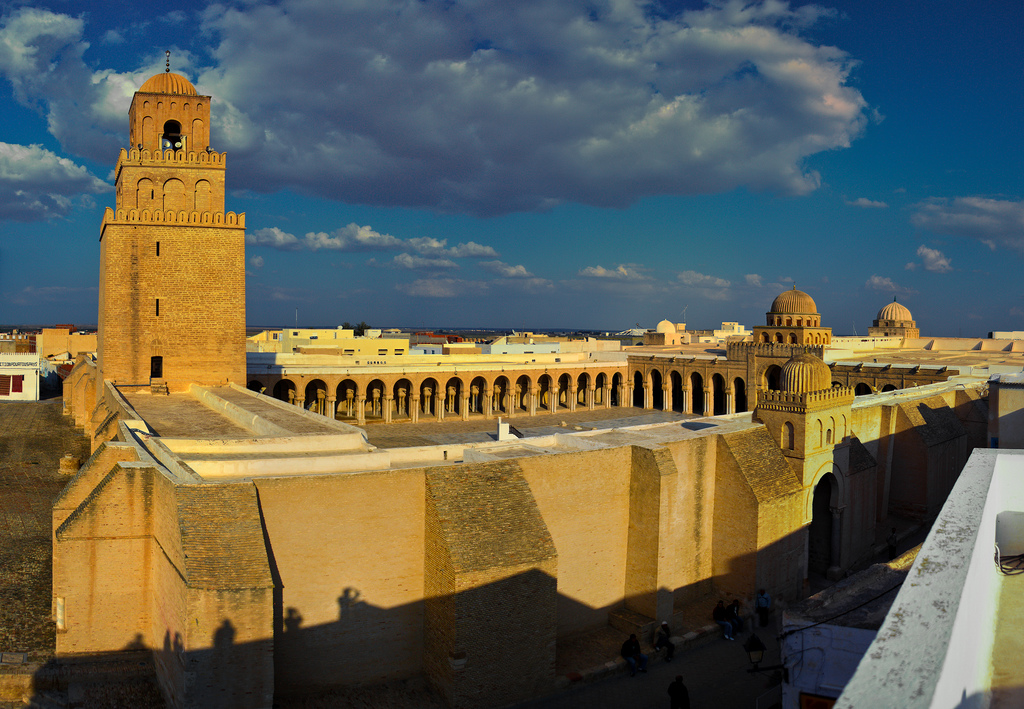
مسجدی بزرگ در قیروان.

افریقیه اسمی است که عرب‌زبانان در قرون وسطا در نبردهای با روم بر روی استان آفریکا در ایالات رومی گذاشته بودند.   در کل افریقیه تونس، قسنطینه، الجزایر (شرق الجزایر)، اقلیم طرابلس(غرب لیبی) و مرکزش قیروان را شامل می‌شد.
از حکومت‌هایی که بر این منطقه حکومت کردند اغلبیان، موحدون، خلافت فاطمیان، بنو غانیه و حمادیون است، البته این دولت‌ها بعضی وقت‌ها تمام افریقیه و بعضی وقت‌ها هم بخشی از افریقیه را در تصرف خود داشتند.